# Otophryne steyermarki
Otophryne steyermarki är en groddjursart som beskrevs av Juan A. Rivero 1968. Otophryne steyermarki ingår i släktet Otophryne och familjen Microhylidae. IUCN kategoriserar arten globalt som livskraftig. Inga underarter finns listade i Catalogue of Life.